# Ruch wsteczny

Ruch wsteczny

Ruch wsteczny, obrót wsteczny – ruch obiegowy obiektu, okrążającego większe ciało niebieskie, w kierunku przeciwnym do ruchu obrotowego większego ciała.
W Układzie Słonecznym ruchem wstecznym poruszają się liczne księżyce nieregularne planet-olbrzymów. Są to przeważnie małe planetoidy przechwycone grawitacyjnie przez planetę, ale ruchem wstecznym porusza się także Tryton, największy księżyc Neptuna. Uważa się, że jest to przechwycony obiekt transneptunowy.
Niewielki odsetek planet pozasłonecznych porusza się w przeciwnym kierunku niż gwiazdy, wokół których orbitują. Pierwszymi odkrytymi planetami na orbitach wstecznych były WASP-17b i HAT-P-7b, ich odkrycie ogłoszono w 2009 roku. Jedna z teorii tłumaczy ich ruch wsteczny zderzeniem z inną planetą.